# James Irwin
James Benson Irwin (Pittsburgh, 17 de març de 1930 - Glenwood Springs, 8 d'agost de 1991) va ser un astronauta estatunidenc i el vuitè home a trepitjar la Lluna.
Entre el 31 de juliol i el 2 d'agost de 1971 va participar en la missió Apollo 15. Va estar 12 dies, 7 h 12 min en l'espai i va fer 3 EVA (activitats extravehiculars) lunars (en total: 18 h 7 min). Irwin va ser el primer astronauta a recórrer la lluna a bord d'un vehicle tot terreny.

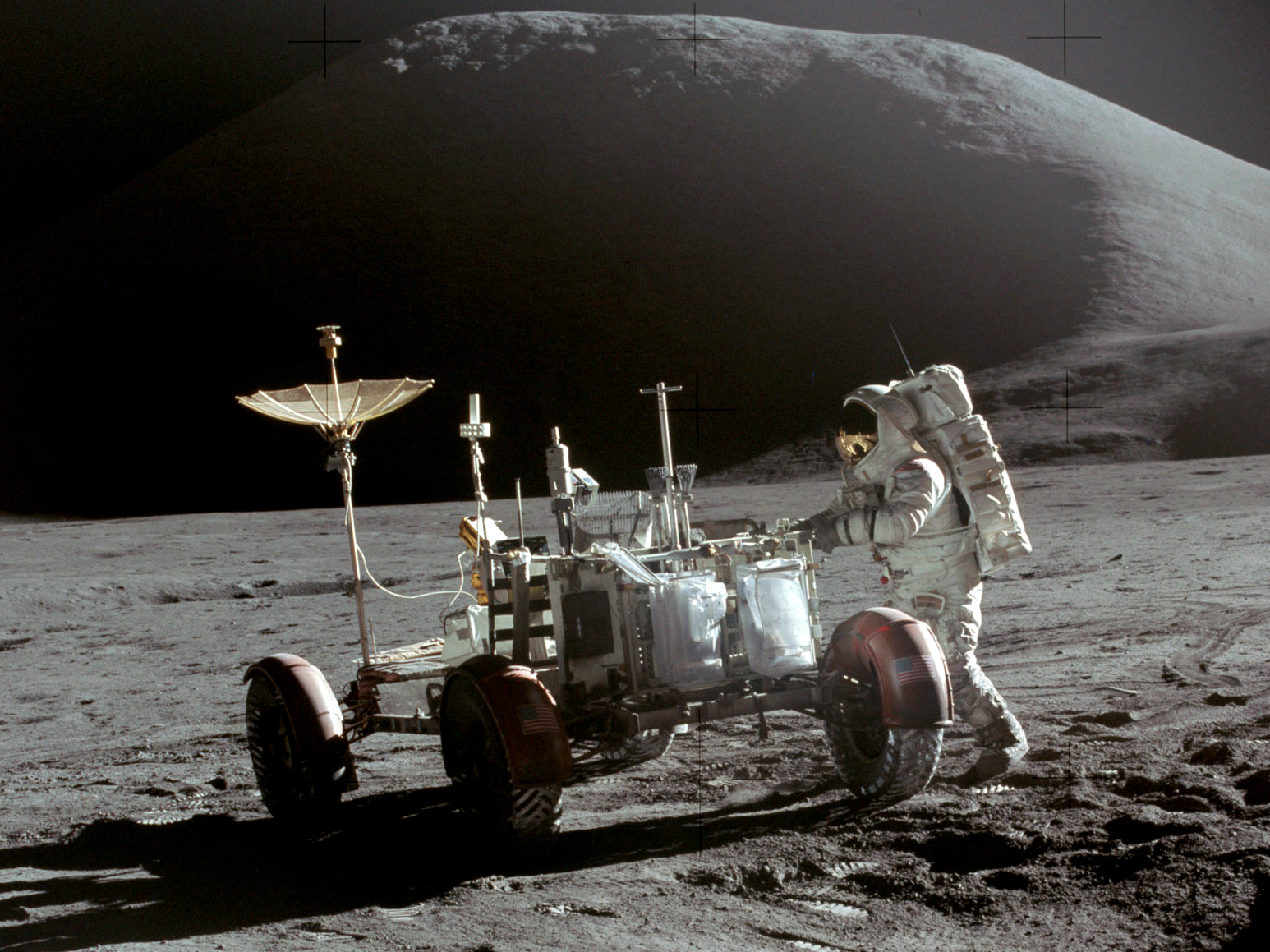
Irwin i el vehicle lunar (LRV o Lunar Roving Vehicle)

En tornar del seu viatge, va vendre 398 fotografies de la Lluna a un col·leccionista alemany. Encara que la NASA havia fet ulls grossos en fets precedents, aquest cop no ho va permetre i va renyar els implicats.
A l'any següent (1972) va fundar el grup religiós cristià High Flight (vol d'alçada).
Va dirigir set expedicions successives al mont Ararat a Turquia, en la infructuosa recerca de l'Arca de Noè.
Va morir d'un atac cardíac als 61 anys a 1991, sent el primer a fer-ho de tots els homes que han trepitjat la Lluna.